# 대곶 나들목
대곶 나들목(Daegot IC)은 경기도 김포시 대곶면 율생리에 설치된 수도권제2순환고속도로의 4번 교차로이다. 2017년 3월 23일에 개통되었다. 건설 당시 가칭은 양곡 나들목으로 불렸다.

## 연혁
- 2011년 12월 30일 : 나들목 신설을 위해 김포시 도시계획시설 교통광장에 대곶면 율생리 일원을 양곡 나들목으로 고시[1]
- 2014년 8월 13일 : 2017년 3월 22일까지 설계 변경을 위해 김포시 도시계획시설 교통광장 면적 변경[2]
- 2017년 3월 23일 : 수도권제2순환고속도로 인천 ~ 김포 구간 개통에 따라 대곶 나들목으로 영업 개시[3]

## 구조물 정보
- 위치: 경기도 김포시 대곶면 율생리
- 영업소: 경기도 김포시 대곶면 대명항로 173

## 접속하는 도로
- 지방도 제356호선 (대명항로)
- 대곶북로